# الموسوعة الكتابية المعيارية العالمية
الموسوعة الكتابية المعيارية العالمية: موسوعة للكتاب المقدس طبعت عام 1915 وشارك في تأليفها ما يقارب من مائتي باحث.
تركز الموسوعة على الاكتشافات الأثرية المتعلقة بمنطقة أحداث الكتاب المقدس وعلى لغته وعادات وتقاليد الشخصيات المذكورة فيه، فهي قاموس لما يقرب من عشرة آلاف كلمة.
تعبر الموسوعة عن رؤية مسيحية محافظة، وترفض النظريات الحديثة حول نقد بعض أحداثه مثل قصة شمشون.

## الاسم الإنكليزي
The International Standard Bible Encyclopedia واختصارا ISBE.